# The Kiss (1921)
The Kiss is een Amerikaanse dramafilm uit 1921 onder regie van Jack Conway.

## Verhaal
Tijdens het oogstfeest is Don Luis Baldarama van plan om de verloving aan te kondigen van zijn zoon Andre met Isabella Chavez, de dochter van een andere landeigenaar. Andre wil ervandoor met Erolinda Vargas, de dochter van de opzichter van de boerderij. Ze lopen de vader van Erolinda tegen het lijf, die Andre neerschiet, omdat hij denkt hij zijn dochter heeft onteerd. De manschappen van Andre bestormen vervolgens de woning, maar Erolinda en Andre houden hen tegen.

## Rolverdeling
| Acteur          | Personage          |
| --------------- | ------------------ |
| George Periolat | Don Luis Baldarama |
| W.E. Lawrence   | Andre Baldarama    |
| J.P. Lockney    | Selistino Vargas   |
| Carmel Myers    | Erolinda Vargas    |
| J. Jiquel Lanoe | Carlos             |
| Harvey Clark    | Miguel Chavez      |
| Jean Acker      | Isabella Chavez    |
| Ed Brady        | Manuel Feliz       |